# 濮韶
濮韶，字和仲，直隸當塗縣人，太醫院籍，明朝翰林。

## 生平
幼承家學，弱冠即有文名。弘治二年（1489年）由國子生中式順天鄉試第一名舉人，弘治九年（1496年）丙辰科第二甲第六名進士。選庶吉士，授編修。不久卒。

## 家族
曾祖濮觀，醫士；祖濮鏞，良醫；父濮琰，教授；母鄒氏。具慶下，妻姜氏，弟；。。